# Mojito
Mojito é um coquetel à base de rum branco originário de Cuba.
Esse coquetel com mais de 100 anos não tem sua origem tão bem documentada quanto o daiquiri ou a cuba-libre. Sabe-se que floresceu na noite de Havana usando ingredientes nativos do Caribe. Os ingredientes são, além do rum, o açúcar (ou xarope), hortelã, limão e água gaseificada.
A mistura de hortelã com bebidas é muito antiga. A exemplo do bullshot, o mojito teria sido criado por um inglês em alto-mar ou na terra. A diferença, nesse caso, é que a história deste drinque era contada nos bares cubanos, em especial no "La Bodeguita del Medio", por ninguém menos que o escritor americano Ernest Hemingway. Segundo ele, o almirante e aventureiro inglês Francis Drake, o primeiro homem branco a aportar em inúmeras ilhas do Pacífico Sul, apaixonado pelos aromas da hortelã, teria sido o primeiro a misturar a planta com boas doses de rum.